# Wriezener Bahnhof

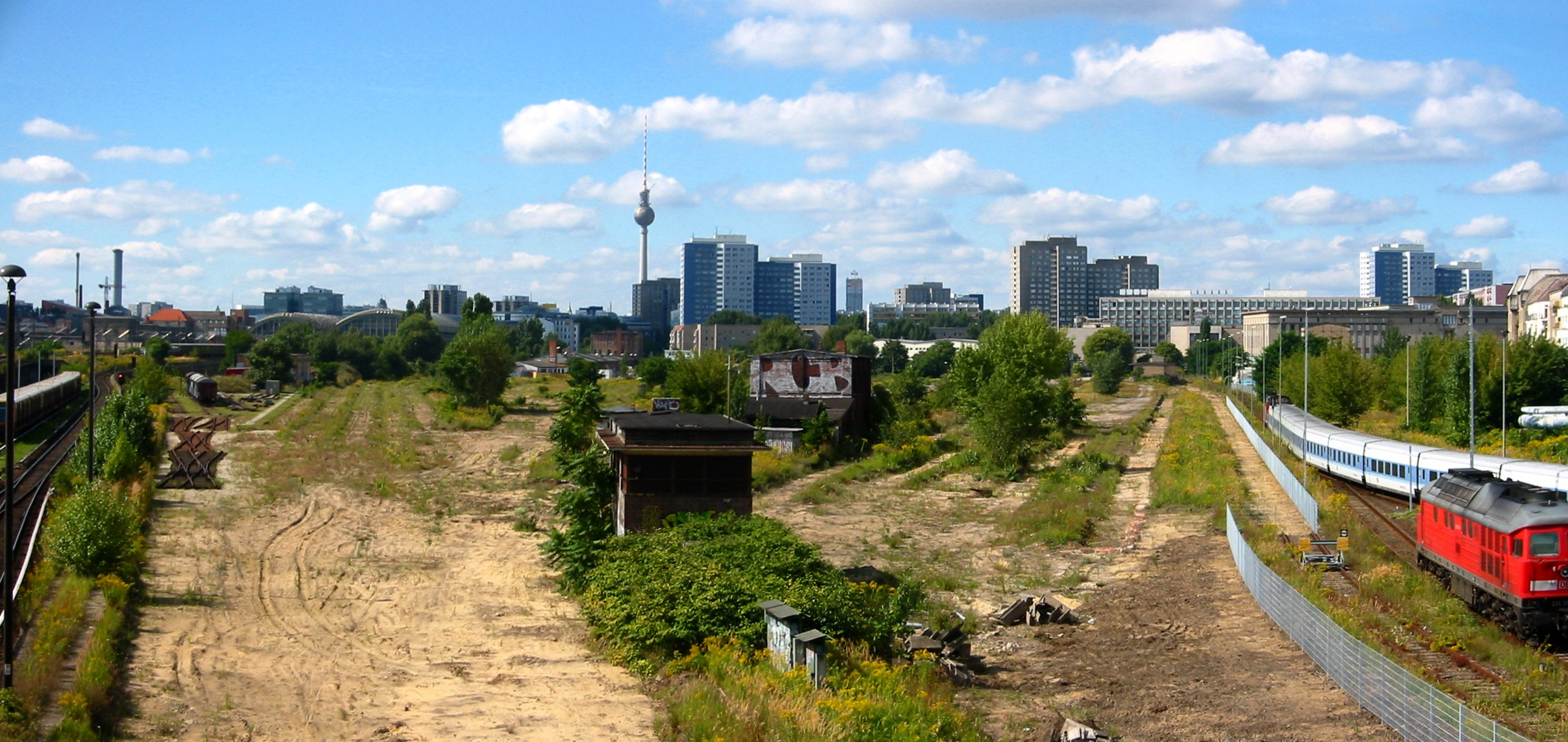
Het terrein van het voormalige goederenstation in de zomer van 2005

Het Wriezener Bahnhof is een voormalig spoorwegstation in de Duitse hoofdstad Berlijn. Het was het Berlijnse eindpunt van de Wriezener Bahn, een regionale spoorlijn naar Werneuchen en Wriezen, en opende in 1903. Het station lag ten noorden van het emplacemenent van het Schlesischer Bahnhof, ten oosten van de huidige Straße der Pariser Kommune en ten zuiden van de Preußische Ostbahn en het oude Ostbahnhof (Küstriner Bahnhof). Aanvankelijk was het onder de naam Wriezener Bahnsteig (Wriezen-perron) een deel van het het Schlesischer Bahnhof (het huidige Berlin Ostbahnhof), maar in 1924 werd het omgedoopt tot Wriezener Bahnhof, waarna het als zelfstandig station gold.
Het reizigersvervoer vanuit het Wriezener Bahnhof bestond slechts tot 1949. De voorstadstreinen van de Wriezener Bahn gingen vervolgens, zoals ook tussen 1898 en 1903 het geval was geweest, eindigen in station Lichtenberg. Het Wriezener Bahnhof zou alleen nog voor goederen- en postvervoer gebruikt worden. In 1950 hernoemde men het Schlesischer Bahnhof tot Ostbahnhof. Het emplacement van het oude Ostbahnhof, dat al sinds 1882 alleen goederen verwerkte, werd daarop in Wriezner Güterbahnhof omgedoopt, hoewel het met de oorspronkelijke Wriezener Bahn niets te maken had.
Na de Duitse hereniging raakte het station in onbruik. In de zomer van 2005 werden de sporen opgebroken, met uitzondering van een opstelspoor voor nachttreinen in het noordoostelijke deel van het emplacement. Sindsdien wordt het gebied herontwikkeld en vestigden zich er enkele grootwinkelbedrijven. Het Wriezener Bahnhof leeft voort in de naam van straten Wriezener Karree en Am Wriezener Bahnhof. De laatstgenoemde straat ligt echter bij het emplacement van het oude Ostbahnhof, ongeveer op de plek waar eerder de straat Am Ostbahnhof verliep.